# گروه ماکسون
گروه ماکسون (انگلیسی: Maxon Group) شرکت تولید صنعتی سوئیسی است، که در سال ۱۹۶۱ تأسیس شد.